# Lista de treinadores do Phoenix Suns

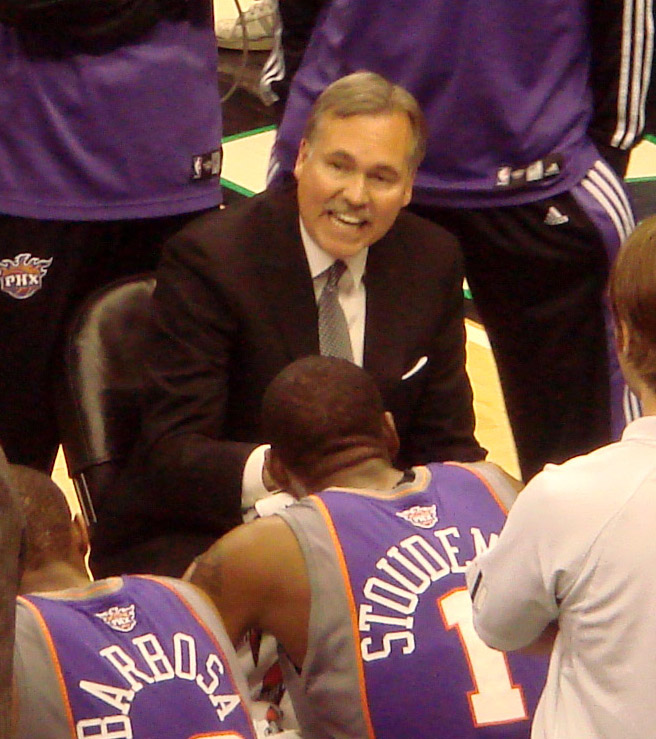
Mike D'Antoni foi o treinador do Suns de 2003 a 2008.

O Phoenix Suns é um time profissional de basquetebol com base em Phoenix, Arizona. O time faz parte da Divisão Pacífica da Conferência Oeste na National Basketball Association (NBA). Fundada em 1968, o Suns é a segunda equipe mais velha da Conferência Oeste. É também a terceira equipe mais velha da NBA que nunca ganhou a NBA e só chegou a final uma vez. O Suns joga em casa no ginásio US Airways Center.
A franquia do Phoenix Suns já teve 14 treinadores. John MacLeod foi o treinador que teve mais vitórias na temporada regular e nos playoffs pelo Suns. Cotton Fitzsimmons e Mike D'Antoni foram os dois únicos treinadores que ganharam o prêmio Treinador do Ano da NBA. O Suns não tem nenhum treinador no Basketball Hall of Fame. Paul Westphal teve a maior porcentagem de vitórias pelo Suns, com 68,5% de aproveitamento. Alvin Gentry é o atual treinador, e entrou depois que Terry Porter foi demitido.

## Treinador

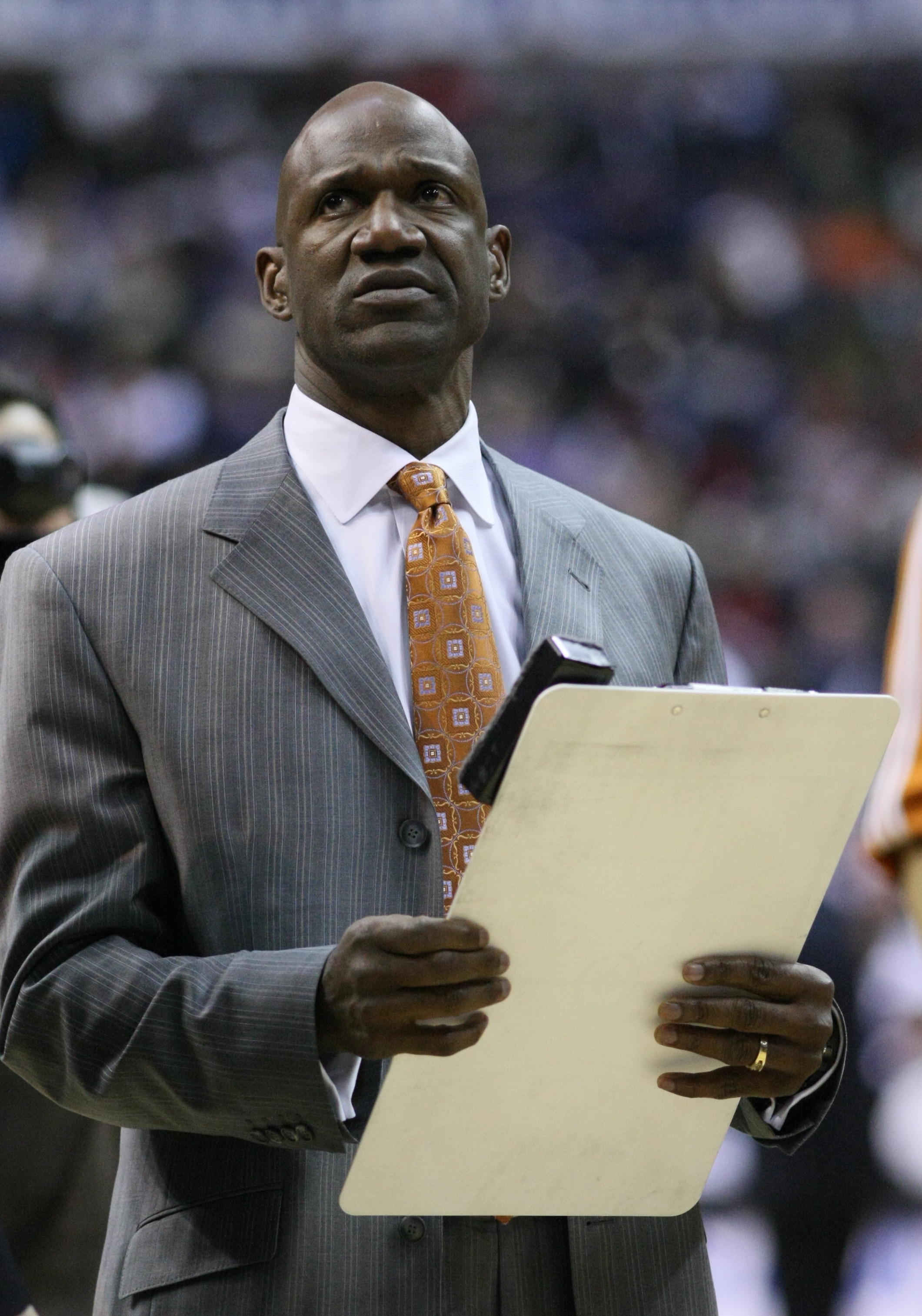
Terry Porter foi o treinador do Suns durante 51 jogos em 2008.

| # | Número de treinadores [a]                         |
| J | Jogos                                             |
| V | Vitórias                                          |
| D | Derrotas                                          |
| % | Porcentagem de vitórias                           |
| * | Durante sua carreira de jogador, atuou pelo Suns. |

| #  | Nome                  | Anos que atuou | Temporada regular | Temporada regular | Temporada regular | Temporada regular | Playoffs | Playoffs | Playoffs | Playoffs | Conquistas                          | Referência |
| #  | Nome                  | Anos que atuou | J                 | V                 | D                 | %                 | J        | V        | D        | %        | Conquistas                          | Referência |
| -- | --------------------- | -------------- | ----------------- | ----------------- | ----------------- | ----------------- | -------- | -------- | -------- | -------- | ----------------------------------- | ---------- |
| 1  | Johnny Kerr           | 1968–1969      | 120               | 31                | 89                | 25,8              | —        | —        | —        | —        |                                     | [ 7 ]      |
| 2  | Jerry Colangelo*      | 1970           | 44                | 24                | 20                | 54,5              | 7        | 3        | 4        | 42,9     |                                     | [ 8 ]      |
| 3  | Cotton Fitzsimmons    | 1970–1972      | 164               | 97                | 67                | 59,1              | —        | —        | —        | —        |                                     | [ 9 ]      |
| 4  | Butch van Breda Kolff | 1972           | 7                 | 3                 | 4                 | 42,9              | —        | —        | —        | —        |                                     | [ 10 ]     |
| —  | Jerry Colangelo*      | 1972–1973      | 75                | 35                | 40                | 46,7              | —        | —        | —        | —        |                                     | [ 8 ]      |
| 5  | John MacLeod          | 1973–1987      | 1122              | 579               | 543               | 51,6              | 81       | 37       | 44       | 45,7     |                                     | [ 4 ]      |
| 6  | Dick Van Arsdale*     | 1987           | 26                | 14                | 12                | 53,8              | —        | —        | —        | —        |                                     | [ 11 ]     |
| 7  | John Wetzel*          | 1987–1988      | 82                | 28                | 54                | 34,1              | —        | —        | —        | —        |                                     | [ 12 ]     |
| —  | Cotton Fitzsimmons    | 1988-1992      | 328               | 217               | 111               | 66,2              | 40       | 21       | 19       | 52,5     | Treinador do Ano da NBA (1988–1989) | [ 9 ]      |
| 8  | Paul Westphal         | 1992–1996      | 279               | 191               | 88                | 68,5              | 44       | 25       | 19       | 56,8     |                                     | [ 5 ]      |
| —  | Cotton Fitzsimmons    | 1996           | 49                | 27                | 22                | 55,1              | 4        | 1        | 3        | 25,0     |                                     | [ 9 ]      |
| 9  | Danny Ainge*          | 1996–1999      | 226               | 136               | 90                | 60,2              | 12       | 3        | 9        | 25,0     |                                     | [ 14 ]     |
| 10 | Scott Skiles          | 1999–2002      | 195               | 116               | 79                | 59,5              | 13       | 5        | 8        | 38,5     |                                     | [ 15 ]     |
| 11 | Frank Johnson*        | 2001–2003      | 134               | 63                | 71                | 47,0              | 6        | 2        | 4        | 33,3     |                                     | [ 16 ]     |
| 12 | Mike D'Antoni         | 2003–2008      | 389               | 253               | 136               | 65,0              | 51       | 26       | 25       | 51,0     | Treinador do Ano da NBA (2004–2005) | [ 17 ]     |
| 13 | Terry Porter          | 2008–2009      | 51                | 28                | 23                | 54,9              | —        | —        | —        | —        |                                     | [ 18 ]     |
| 14 | Alvin Gentry          | 2009–presente  | —                 | —                 | —                 | —                 | —        | —        | —        | —        |                                     | [ 19 ]     |